# Jonathan Wilmet
Pour les articles homonymes, voir Wilmet.
Jonathan Wilmet, né le 7 janvier 1986 à Ottignies-Louvain-la-Neuve, est un footballeur belge. Il évolue actuellement au Wallonia Walhain comme ailier droit.

## Biographie
Évoluant comme ailier droit, il a été formé au RC Lens. Il a rejoint ensuite Nottingham Forest, avant de partir en 2005 dans le club néerlandais de Willem II Tilburg.  
Il joue au Saint-Trond VV à partir de février 2008 où il évolue durant 3 saisons.
Il est transféré au FC Malines durant l'été 2010 pour un contrat de 3 ans avec une option d'un an. En 2 saisons, Wilmet y jouera 44 matchs de championnat, 10 de play-offs et 4 de coupe de Belgique.
En juin 2012, il est transféré en Division 2 au KVC Westerlo, fraichement relégué de division 1.

## Palmarès
- Champion de Belgique D2 en 2009 avec le K Saint-Trond VV